# إيلين باربوسا
إيلين باربوسا (بالإنجليزية: Eileen Barbosa)‏ (23 فبراير 1982، ساو فيسنتي في الرأس الأخضر)؛ كاتِبة وشاعرة.